# Francis St. David Benwell Lejeune
Francis St. David Benwell Lejeune, britanski general, * 1899, † 1984.